# Marianne (Seychellen)
Marianne is een van de eilanden van de Seychellen, een archipel van zo'n 115 eilanden ten oosten van Afrika.
Marianne ligt 6 km verwijderd van La Digue en 59,2 km van het hoofdeiland Mahé, het eiland waarop zich het regeringscentrum van de Seychellen bevindt. Marianne behoort tot de centrale groep van de Seychellen. 

## Geografie
Het eiland is bijna 2 km lang en maximaal 800 meter breed, de oppervlakte bedraagt 0,963 km² (96,3 ha); het is dicht begroeid met palmen. De kust is rotsachtig met alleen aan de westkust een klein strand; de top van de Estel Hill bereikt een hoogte van 130 meter.

## Geschiedenis
De Marion-Dufresne-Expeditie van 1768 stelde vast dat het eiland spaarzaam was bebost.
Aan het begin van de 19e eeuw werd het eiland privébezit, watergebrek was echter een belemmering voor de ontwikkeling. Na 1830 werd in toenemende hoeveelheid mais verbouwd,  in het begin van de 20e eeuw werd een kokosplantage voor de winning van kopra aangelegd. Deze bestond tot in de jaren 1970. In die tijd had het eiland 50 tot 60 inwoners die aan de westkant woonden. Tegenwoordig is het onbewoond, al wordt het regelmatig bezocht door vissers en toeristen.

## Fauna
Op Marianne komt de zeldzame Seychellenparadijsmonarch (Terpsiphone corvina) voor. De sinds vrij kort geleden uitgestorven Mariannebrilvogel (Zosterops semiflavus) leefde op het eiland. Voorts leven er enkele soorten gekko, onder andere Phelsuma sundbergi ladiguensis en Phelsuma astriata semicarinata.